# Torneig de les Sis Nacions 2003
El Torneig de les Sis Nacions 2003 fou el quart torneig amb aquesta denominació des de la incorporació d'Itàlia Torneig de les Sis Nacions Si s'inclouen els anteriors Quatre Nacions i Cinc Nacions, aquesta fou la 107a edició dels campionats de rugbi de l'hemisferi nord. El torneig fou guanyat per Anglaterra, que va aconseguir el Gran slam, temporada que va arrodonir amb Copa Mundial de Rugbi de 2003.

## Classificació final
| Lloc | Selecció   | Partits | Partits  | Partits  | Partits | Punts   | Punts     | Punts | Punts   | Taula de punts |
| Lloc | Selecció   | Jugats  | Guanyats | Empatats | Perduts | A favor | En contra | dif.  | assajos | Taula de punts |
| ---- | ---------- | ------- | -------- | -------- | ------- | ------- | --------- | ----- | ------- | -------------- |
| 1    | Anglaterra | 5       | 5        | 0        | 0       | 173     | 46        | +127  | 18      | 10             |
| 2    | Irlanda    | 5       | 4        | 0        | 1       | 119     | 97        | +22   | 10      | 8              |
| 3    | França     | 5       | 3        | 0        | 2       | 153     | 75        | +78   | 17      | 6              |
| 4    | Escòcia    | 5       | 2        | 0        | 3       | 81      | 161       | -80   | 7       | 4              |
| 5    | Itàlia     | 5       | 1        | 0        | 4       | 100     | 185       | -85   | 12      | 2              |
| 6    | Gal·les    | 5       | 0        | 0        | 5       | 82      | 144       | -62   | 10      | 0              |

## Resultats

### Jornada 1
| Local                                                                                   | 30 – 22 | Gal·les                                                    | 15 de febrer 2003 - Stadio Flaminio, Roma |
| Ensayos: De Carli Festuccia Phillips Con: 3 Dominguez CC: 2 Dominguez Drop: 1 Dominguez |         | Ensayos: Shanklin Williams Peel Con: 2 Harris CC: 1 Harris | 15 de febrer 2003 - Stadio Flaminio, Roma |

| Local                                                                                        | 25 – 17 (12-7) | França                                               | 15 de febrer 2003 - Twickenham Stadium, Londres |
| Ensayos: Robinson 48' Con: Wilkinson CC: 5 Wilkinson 13', ?', 28', ?', 59' Drop: 1 Wilkinson |                | Enayos: Magne Poitrenaud 66' Traille Con: 1 Merceron | 15 de febrer 2003 - Twickenham Stadium, Londres |

| Local      | 6 - 36 | Irlanda                                                          | 16 de febrer 2003 - Murrayfield Stadium, Edimgurgo · Àrbitre: Andrew Cole |
| CC: 2 Ross |        | Ensayo: Hickie Murphy Humphreys Con: 3 Humphreys CC: 5 Humphreys | 16 de febrer 2003 - Murrayfield Stadium, Edimgurgo · Àrbitre: Andrew Cole |

### Jornada 2
| Local                                            | 13 – 37 (-) | Irlanda                                                                         | 22 de febrer 2003 - Stadio Flaminio, Roma · Àrbitre: Tony Spreadbury |
| Ensayos: D. Dallan Con: Pez) CC: 2 Dominguez Pez |             | Ensayos: 4 Stringer O'Driscoll Kelly Humphreys Con: 3 Humphreys CC: 2 Humphreys | 22 de febrer 2003 - Stadio Flaminio, Roma · Àrbitre: Tony Spreadbury |

| Local           | 9 – 26 (6-9) | Anglaterra                                                                   | 22 de febrer 20023 - Millennium Stadium, Cardiff · Àrbitre: Steve Walsh |
| CC: 3 Wilkinson |              | Ensayos: Greenwood Worsley Con:2 Wilkinson CC: 2 Wilkinson Drop: 2 Wilkinson | 22 de febrer 20023 - Millennium Stadium, Cardiff · Àrbitre: Steve Walsh |

| Local                                                                  | 38 – 3 (17-3) | Escòcia                                               | 23 de febrer 2003 - · Àrbitre: Peter Marshall |
| Ensayos: 4 Pelous Poitrenaud Traille Rougerie Con: 3 Gelez CC: 4 Gelez |               | CC: 1 Paterson stadium = Stade de France, Saint-Denis | 23 de febrer 2003 - · Àrbitre: Peter Marshall |

### Jornada 3
| Irlanda                        | 15 – 12 | França      | 8 de març 2003 14:00 GMT - Lansdowne Road, Dublín · Àrbitre: Peter Marshall |
| CC: 4 Humphreys Drop: 1 Murphy |         | CC: 4 Laney | 8 de març 2003 14:00 GMT - Lansdowne Road, Dublín · Àrbitre: Peter Marshall |

| Escòcia                                                        | 30 – 22 | Gal·les                                               | 8 de març 2003 16:00 GMT - Murrayfield Stadium, Edimburgo · Àrbitre: Pablo Deluca |
| Ensayos: Douglas Taylor Paterson Con: 3 Paterson CC:3 Paterson |         | Ensayos: Cooper Taylor Con: 2 S. Jones CC: 1 S. Jones | 8 de març 2003 16:00 GMT - Murrayfield Stadium, Edimburgo · Àrbitre: Pablo Deluca |

| Local | 40 – 5 (33-0) | Itàlia                      | 9 de març 2003 - Millennium Stadium, Cardiff · Assistència: 72.000 espectadors · Àrbitre: Alain Rolland |
| Ensayos: Lewsey 2', 14' Thompson 10' Simpson-Daniel 12' Tindall 22' Luger 70' Con: Wilkinson 3', 10', 12', 25' Dawson 71' |               | Ensayos: Mi. Bergamasco 58' | 9 de març 2003 - Millennium Stadium, Cardiff · Assistència: 72.000 espectadors · Àrbitre: Alain Rolland |

### Jornada 4
| Local                                                                                  | 24 – 25 (7-14) | Irlanda                                                     | 22 de març 2003 - Murrayfield, Edimburgo · Assistència: 72.500 espectadors · Àrbitre: Steve Lander |
| Ensayos: S. Jones 16' M. Williams 52' G. Thomas 67' Con: 3 S. Jones Drop: S. Jones 91' |                | Ensayos: 2 Gleeson40', 41' CC: 4 Humphreys Drop: O'Gara 92' | 22 de març 2003 - Murrayfield, Edimburgo · Assistència: 72.500 espectadors · Àrbitre: Steve Lander |

| Local | 40 – 9 (16-9) | Escòcia                      | 22 de març 2003 - Twickenham, Londres · Assistència: 73.500 espectadors · Àrbitre: Alan Lewis |
| Ensayos: Lewsey 21' Cohen 50' Robinson 63',77' Con: Wilkinson 22', 50', 64' Grayson 77' CC: 4 Wilkinson 1', 10', 40', 53' |               | CC: 3 Paterson 16', 20', 32' | 22 de març 2003 - Twickenham, Londres · Assistència: 73.500 espectadors · Àrbitre: Alan Lewis |

| Local                                                                                     | 27 – 53 | França | 23 de març 2003 - Stadio Flaminio, Roma · Assistència: 20.000 espectadors · Àrbitre: Nigel Williams |
| Ensayos: Pez 40' Mi. Bergamasco 60' Persico 67' Phillips 84' Con: Pez 67',84' CC: Pez 12' |         | Ensayos: 7 Betsen 2' Traille 14', 17' Rougerie 20', 75' Michalak 34' Castaignède 41' Con: 6 Yachvili CC: Yachvili 9', 31' | 23 de març 2003 - Stadio Flaminio, Roma · Assistència: 20.000 espectadors · Àrbitre: Nigel Williams |

### Jornada 5
| Local                                                                                             | 33 – 5 (10-5) | Gal·les           | 29 de març 2003 - Stade de France, Saint-Denis · Assistència: 80.000 espectadors · Àrbitre: Paddy O'Brien |
| Ensayos: Castaignède 27' Clerc 51' Michalak 66' Con: 3 Yachvili CC: 4 Yachvili 35', 45', 62', 71' |               | Try: G. Thomas 3' | 29 de març 2003 - Stade de France, Saint-Denis · Assistència: 80.000 espectadors · Àrbitre: Paddy O'Brien |

| Local                                                                                          | 33 – 25 (23-15) | Itàlia                                                                      | 29 de març 2003 - Murrayfield Stadium, Edimburgo · Assistència: 78.000 espectadors · Àrbitre: David McHugh |
| Bandera: J. White 11' McLaren 15' Logan Paterson 63' Con: 2 Paterson CC: Paterson 6', 23', 81' |                 | Bandera: Bergamasco 3' Pez 26' Palmer 68' Con: Pez 27', 68' CC: Pez 9', 50' | 29 de març 2003 - Murrayfield Stadium, Edimburgo · Assistència: 78.000 espectadors · Àrbitre: David McHugh |

| Local                                | 6 – 42 (6-13) | Anglaterra | 30 de març 2003 - Lansdowne Road, Dublin · Àrbitre: Mark Lawrence |
| CC: Humphreys 27' Drop: Humphreys 6' |               | Bandera: 5 Dallaglio 8' Tindall 59' Greenwood 64', 82' Luger 85' Con: Wilkinson 9', 65', 97' Grayson 60' CC: Wilkinson 73' Drop: Wilkinson 30', 40'+1 | 30 de març 2003 - Lansdowne Road, Dublin · Àrbitre: Mark Lawrence |